# Jazz at Lincoln Center

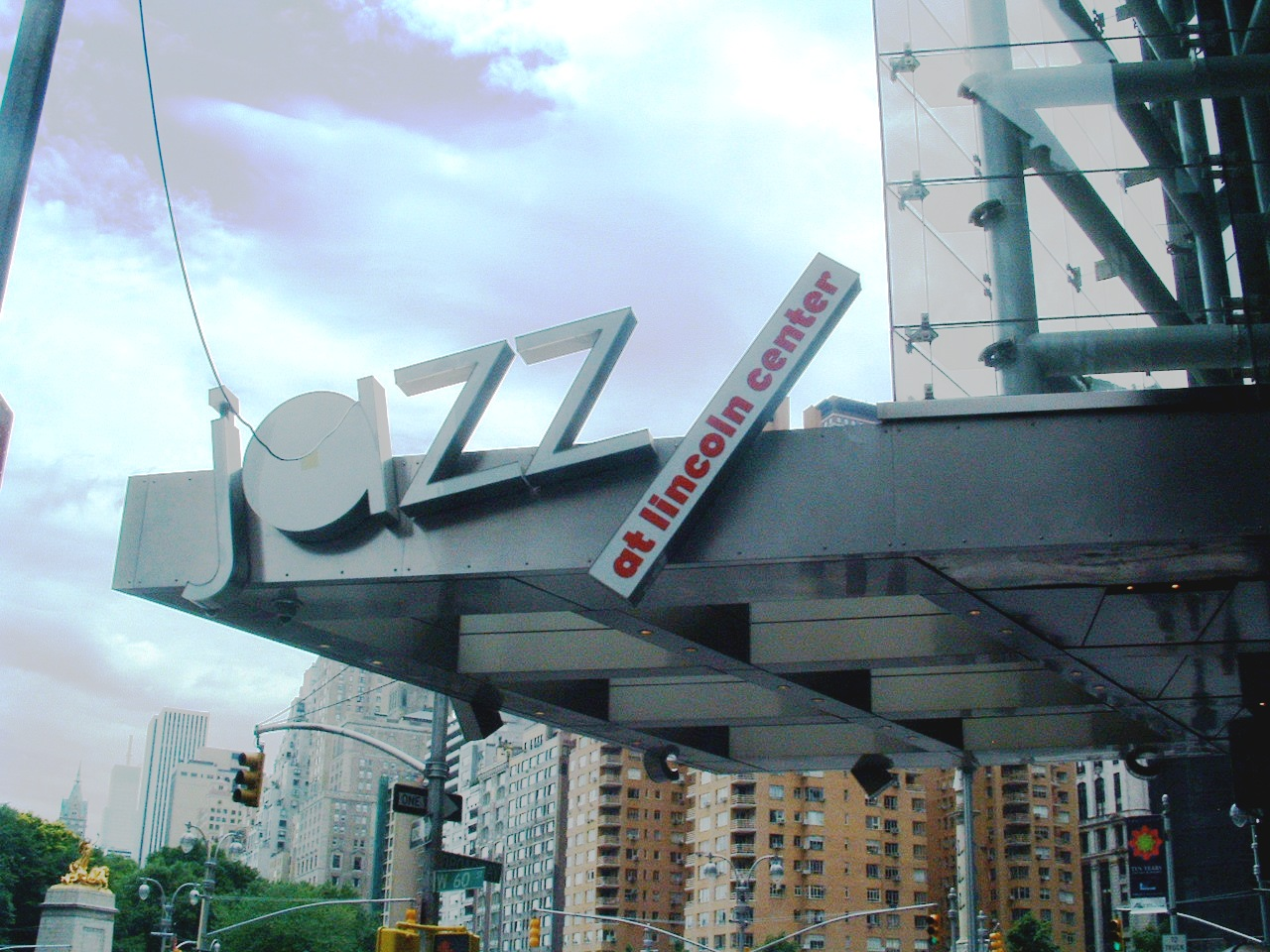
Eingang von Jazz at Lincoln Center

Jazz at Lincoln Center (JALC) ist eine Organisation, die als Teil des „Lincoln Center for the Performing Arts“ in New York City Veranstaltungen und Bildungsangebote zum Jazz und seiner Geschichte produziert und ein eigenes 15-köpfiges Orchester unterhält; zugleich ist es auch Veranstaltungsort.

## Geschichte
In den 1980er Jahren war das Lincoln Center daran interessiert, neue Zielgruppen zu gewinnen. 1987 wurde erstmals im Sommer eine Reihe von Jazzkonzerten veranstaltet, in denen Jazz als die klassische Musik der Vereinigten Staaten präsentiert wurde. Nach vier Jahren entstand 1991 Jazz at Lincoln Center als eigene Abteilung des Lincoln Center. Bereits 1992 hatte das JALC eine eigene Sendereihe im National Public Radio; im selben Jahr wurde auch das Orchester gegründet.

## Übersicht
Der JALC-Komplex ist heute in Manhattan südlich des „Lincoln Center Campus“ am Lincoln Square im 15. bis 17. Stock des Time Warner Center untergebracht. Die JALC besitzt drei große Veranstaltungssäle: das „Rose Theater“, mit 1233 Sitzen, den „Appel Room“, mit 483 Sitzen und einem 15 × 27 Meter großen Fenster mit Blick auf den Central Park sowie den „Dizzy's Club Coca-Cola“, mit 140 Sitzen ein intimer Jazzclub, der nach dem berühmten Jazztrompeter Dizzy Gillespie benannt ist.
Der JALC-Komplex beherbergt auch das „Irene Diamond Education Center“ mit Proberäumen und Tonstudios sowie die „Nesuhi Ertegun Jazz Hall of Fame (NEJHF)“. Das JALC betreibt auch die Webseite der NEJHF. Besucher der „Jazz Hall of Fame“ können sich über das Leben, die Kunst und die Musik der Jazzmusiker informieren.
Der künstlerische Leiter von JALC ist Wynton Marsalis; Geschäftsführer ist Greg Scholl und Programmdirektor der Organisation ist Jason Olaine. JALC unterhält als großformatige Repertoire-Band das „Jazz at Lincoln Center Orchestra“ (JLCO) mit Wynton Marsalis als Leiter. Das JALC organisiert rund ums Jahr Veranstaltungen aller Art, etwa Konzerte, nationale und internationale Tourneen des Orchesters, TV- und Radioprogramme sowie jährlich einen High-School-Jazz-Band Wettbewerb. Insgesamt gab es beispielsweise in der Saison 2008/09 etwa 3000 Veranstaltungen. Das Bildungsangebot umfasst 22 verschiedene Programme und wird direkt von etwa 50.000 Menschen wahrgenommen.

## Diskographische Hinweise

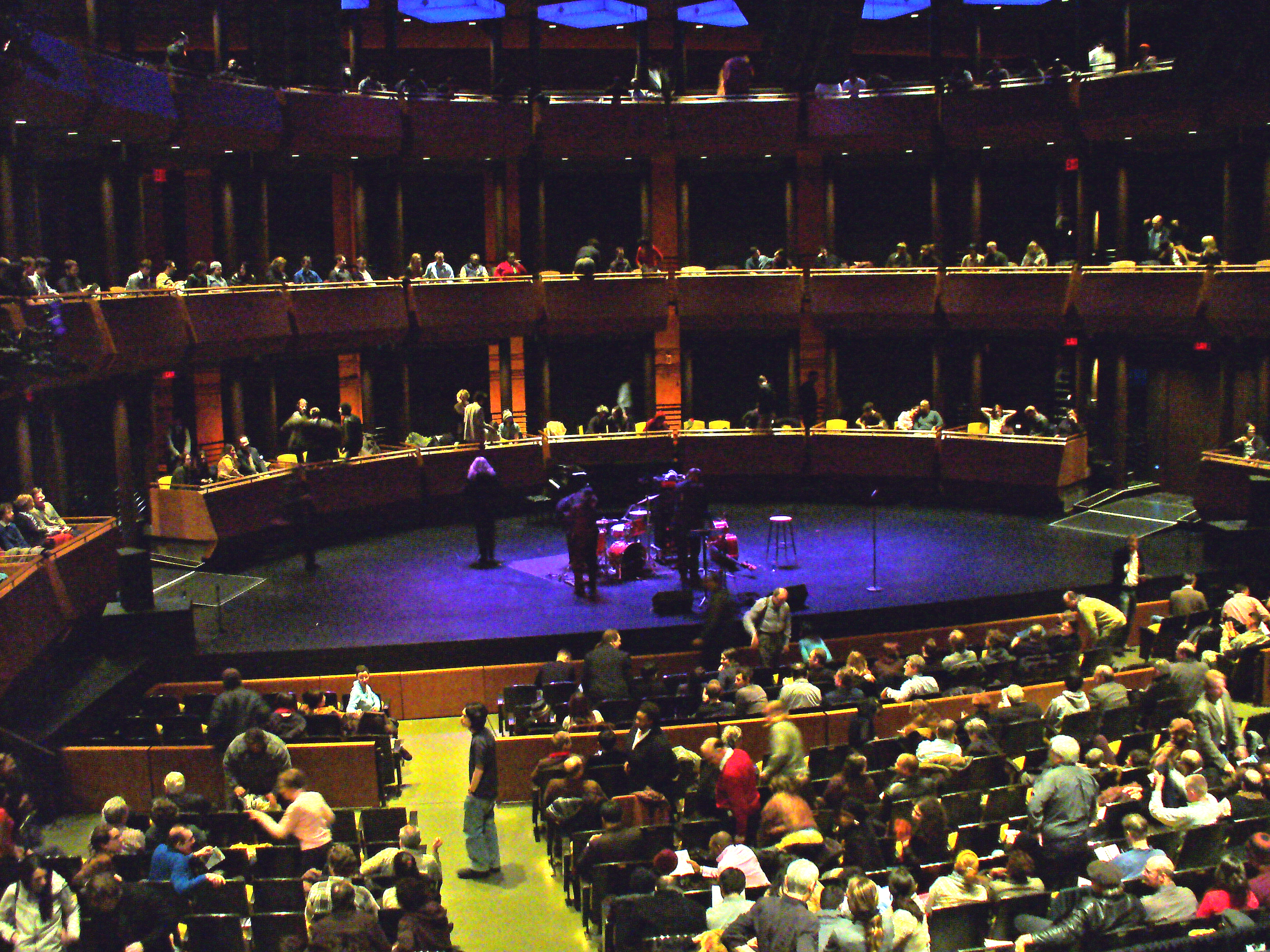
Die Bühne des Jazz at Lincoln Center (2007)

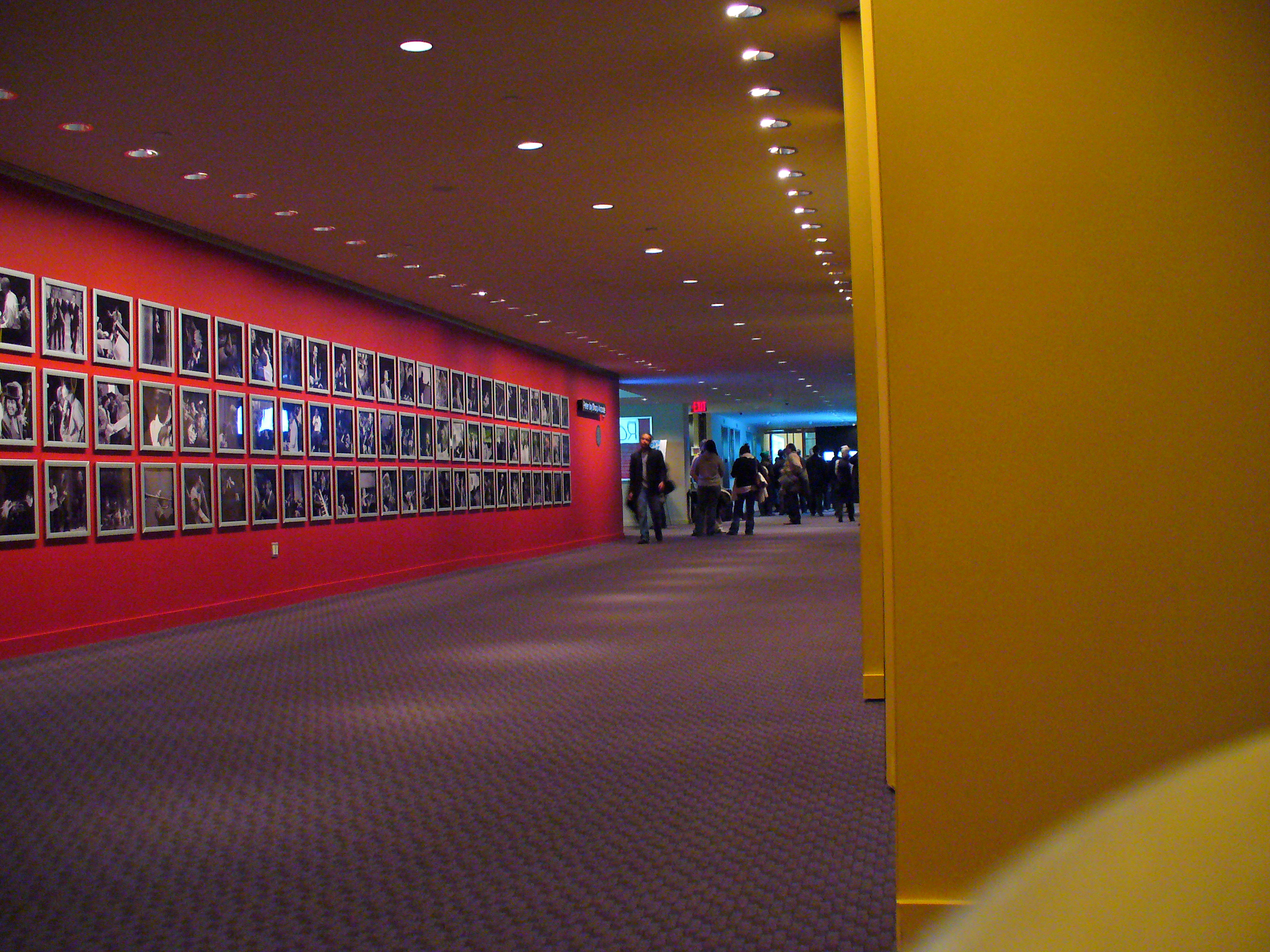
Peter Jay Sharp Arkade

### Produktionen des Jazz at Lincoln Center Orchestra (Auswahl)
- Portraits By Ellington (Columbia, ed. 1992), u. a. mit Art Baron, Marcus Belgrave, Bill Easley, Wycliffe Gordon, Roland Hanna, Wynton Marsalis, Lew Soloff, Todd Williams
- The Fire of the Fundamentals (Columbia, ed. 1994)
- Wynton Marsalis & The Lincoln Center Jazz Orchestra: Blood on the Fields (Columbia, ed. 1997), mit Jon Hendricks, Cassandra Wilson, Miles Griffith, Roger Ingram, Marcus Printup, Russell Gunn, Ron Westray, Wayne Goodman, Wycliffe Gordon, Wes Anderson, Victor Goines, Walter Blanding, James Carter, Michael Ward, Eric Reed, Reginald Veal, Herlin Riley
- Wynton Marsalis & The Lincoln Center Jazz Orchestra: Big Train (Columbia, ed. 1999), mit Marcus Printup, Seneca Black, Riley Mullins, Ryan Kisor, Ronald Westray, Wayne Goodman, Wycliffe Gordon, Wessell Anderson, Walter Blanding, Victor Goines, Ted Nash,  Joe Temperley, Farid Barron, Doug Wamble, Rodney Whitaker, Herlin Riley
- The Lincoln Center Jazz Orchestra With Wynton Marsalis: Live in Swinging City, Swingin' With Duke (Columbia, ed. 1999)
- Wynton Marsalis - The Lincoln Center Jazz Orchestra, Los Angeles Philharmonic, Esa-Pekka Salonen: All Rise (Sony Classical, ed. 2002)
- The Lincoln Center Jazz Orchestra With Wynton Marsalis: A Love Supreme (Palmetto Records, 2004), mit u. a. Lew Soloff, Ryan Kysor, Andre Hayward, Ronald Westray, Vincent Gardner, Ted Nash, Victor Goines, Marcus Printup, Herlin Riley
- The Lincoln Center Jazz Orchestra, Wynton Marsalis: Cast of Cats (Brooks Brothers, 2006)
- Ted Nash and Jazz at Lincoln Center Orchestra: Portrait in Seven Shades (Orchard, 2007), u. a. mit Wynton Marsalis, Ryan Kisor, Sean Jones, Marcus Printup, Vincent Gardner, Chris Crenshaw, Elliot Mason, Wycliffe Gordon, Sherman Irby, Victor Goines, Walter Blanding, Joe Temperley, Dan Nimmer, Ali Jackson
- Jazz at Lincoln Center Orchestra with Wynton Marsalis: Vitoria Suite (EmArcy, 2009) dto.
- Jazz at Lincoln Center Orchestra With Wynton Marsalis: Live in Cuba (Blue Engine, 2010) dto.
- Jazz at Lincoln Center Orchestra With Wynton Marsalis: Big Band Holidays (Blue Engine, 2012), mit Ryan Kisor, Kenny Rampton, Marcus Printup, Wynton Marsalis, Vincent Gardner, Chris Crenshaw, Elliot Mason, Sherman Irby, Ted Nash, Victor Goines, Walter Blanding, Joe Temperley, Paul Nedzela, Dan Nimmer, Carlos Henriquez, Ali Jackson, Cecile McLorin Salvant, Gregory Porter, René Marie
- The Jazz at Lincoln Center Orchestra with Wynton Marsalis Featuring Jon Batiste: The Music of John Lewis  (Blue Engine, 2013)
- Jazz at Lincoln Center Orchestra with Wynton Marsalis: Handful of Keys (Blue Engine, 2016), mit Kenny Rampton, Marcus Printup, Wynton Marsalis, Greg Gisbert, Vincent Gardner, Chris Crenshaw, Elliot Mason, Sherman Irby, Ted Nash, Victor Goines, Walter Blanding, Paul Nedzela, Joey Alexander, Dick Hyman, Myra Melford, Helen Sung, Isaiah J. Thompson, Dan Nimmer, Carlos Henriquez, Ali Jackson
- Jazz at Lincoln Center Orchestra with Wynton Marsalis featuring Wayne Shorter: The Music of Wayne Shorter (Blue Engine Records, 2020)
- Jazz at Lincoln Center Orchestra with Wynton Marsalis: Black, Brown and Beige (Blue Engine Records, 2020)
- The Jazz at Lincoln Center Orchestra: Sherman Irby’s Inferno (2012,  ed. 2020)

(Blue Engine)

### Produktionen weiterer Musiker (Auswahl)
- Chucho Valdés: Solo - Live in New York (Blue Note, rec. 1998)
- Dave Frishberg: Do You Miss New York? (Arbors Records, rec. 2002)
- Kurt Elling: Dedicated to You - Kurt Elling Sings the Music of Coltrane and Hartman (Concord Records, rec. 2009)
- Paquito D’Rivera: Tango Jazz Live at Jazz at Lincoln Center (Sunnyside Records, rec. 2010)
- Johnny Mandel: The Man and His Music : Johnny Mandel and the Diva Jazz Orchestra (Arbors, rec. 2010)
- Wynton Marsalis/Eric Clapton: Play the Blues: Live from Jazz at Lincoln Center (Reprise, 2011)
- Giacomo Gates: Miles Tones (Savant, 2012), u. a. mit Dave Stryker, Lonnie Plaxico

## Nesuhi Ertegun Jazz Hall of Fame

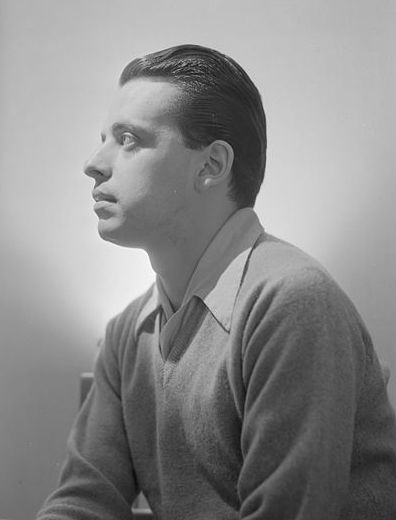
Nesuhi Ertegün

Die Jazz Hall of Fame ist benannt nach Nesuhi Ertegun, einem der Gründer von Atlantic Records. Ein Auswahlkomitee von 60 Personen aus Musik, Forschung und Lehre aus 17 Ländern bestimmt die Künstler, die in die „Hall of Fame“ aufgenommen werden.

## Künstler der Jazz Hall of Fame
2004
- Louis Armstrong (1901–1971), Trompeter, Sänger
- Sidney Bechet (1897–1959), Saxophonist
- Bix Beiderbecke (1903–1931), Kornettist
- John Coltrane (1926–1967), Saxophonist
- Miles Davis (1926–1991), Trompeter
- Duke Ellington (1899–1974), Pianist
- Dizzy Gillespie (1917–1993), Trompeter
- Coleman Hawkins (1904–1969), Saxophonist
- Billie Holiday (1915–1959), Sängerin
- Thelonious Monk (1917–1982), Pianist
- Jelly Roll Morton (1885–1941), Pianist
- Charlie Parker (1920–1955), Saxophonist
- Art Tatum (1909–1956), Pianist
- Lester Young (1909–1959), Saxophonist

2005
- Count Basie (1904–1984), Pianist, Organist
- Roy Eldridge (1911–1989), Trompeter
- Ella Fitzgerald (1917–1996), Sänger
- Benny Goodman (1909–1986), Klarinettist
- Earl Hines (1903–1983), Pianist
- Johnny Hodges (1906–1970), Saxophonist
- Jo Jones (1911–1985), Schlagzeuger
- Charles Mingus (1922–1979), Bassist
- Joe King Oliver (1885–1938), Kornettist
- Max Roach (1924–2007), Schlagzeuger
- Sonny Rollins (1930–  ), Saxophonist
- Fats Waller (1904–1943), Pianist, Organist

2007
- Clifford Brown (1930–1956), Trompeter
- Benny Carter (1907–2003), Saxophonist, Klarinettist, Trompeter
- Charlie Christian (1916–1942), Gitarrist
- Django Reinhardt (1910–1953), Gitarrist

2008
- Ornette Coleman (1930–2015), Free Jazz Pionier
- Gil Evans (1912–1988), Arrangeur
- Bessie Smith (1894–1937), Bluessängerin
- Mary Lou Williams (1910–1981), Pianist, Arrangeur

2010
- Bill Evans (1929–1980), Pianist, Komponist
- Bud Powell (1924–1966), Pianist
- Billy Strayhorn (1915–1967), Komponist, Pianist, Arrangeur
- Sarah Vaughan (1924–1990), Sängerin

2013
- Art Blakey (1919–1990), Schlagzeuger, Bandleader
- Lionel Hampton (1908–2002), Vibraphonist, Pianist, Perkussionist, Bandleader
- Clark Terry (1920–2015), Flügelhornist, Trompeter

2014
- Betty Carter (1929–1998), Sängerin
- Fletcher Henderson (1897–1952), Pianist, Bandleader, Arrangeur, Komponist
- Elvin Jones (1927–2004), Schlagzeuger
- Wes Montgomery (1923–1968), Gitarrist

2015
- Dexter Gordon (1923–1990), Saxophonist
- James P. Johnson (1894–1955), Pianist
- Lennie Tristano (1919–1978), Pianist, Komponist